# ヴェルサイユ賞

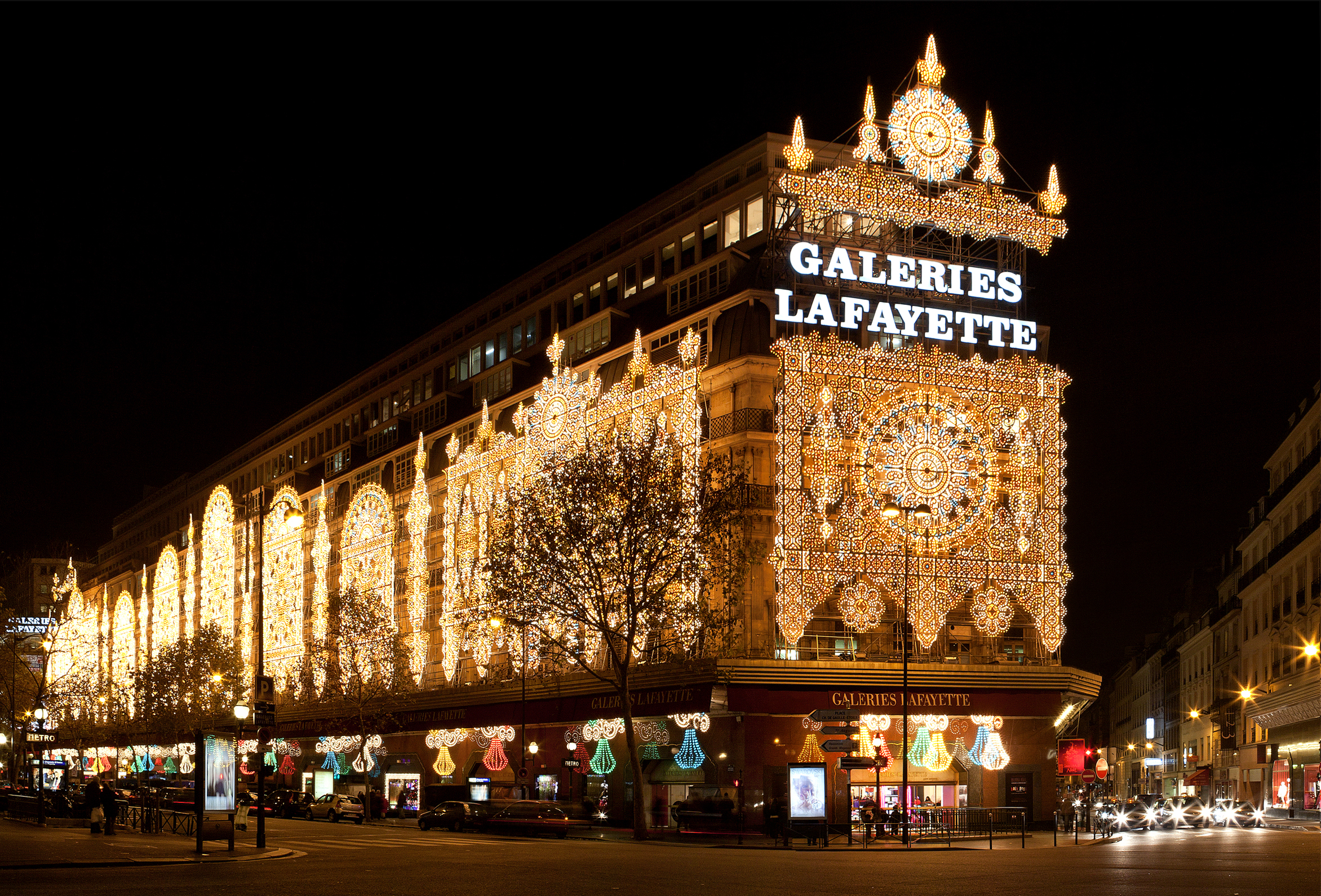
ギャラリー・ラファイエット

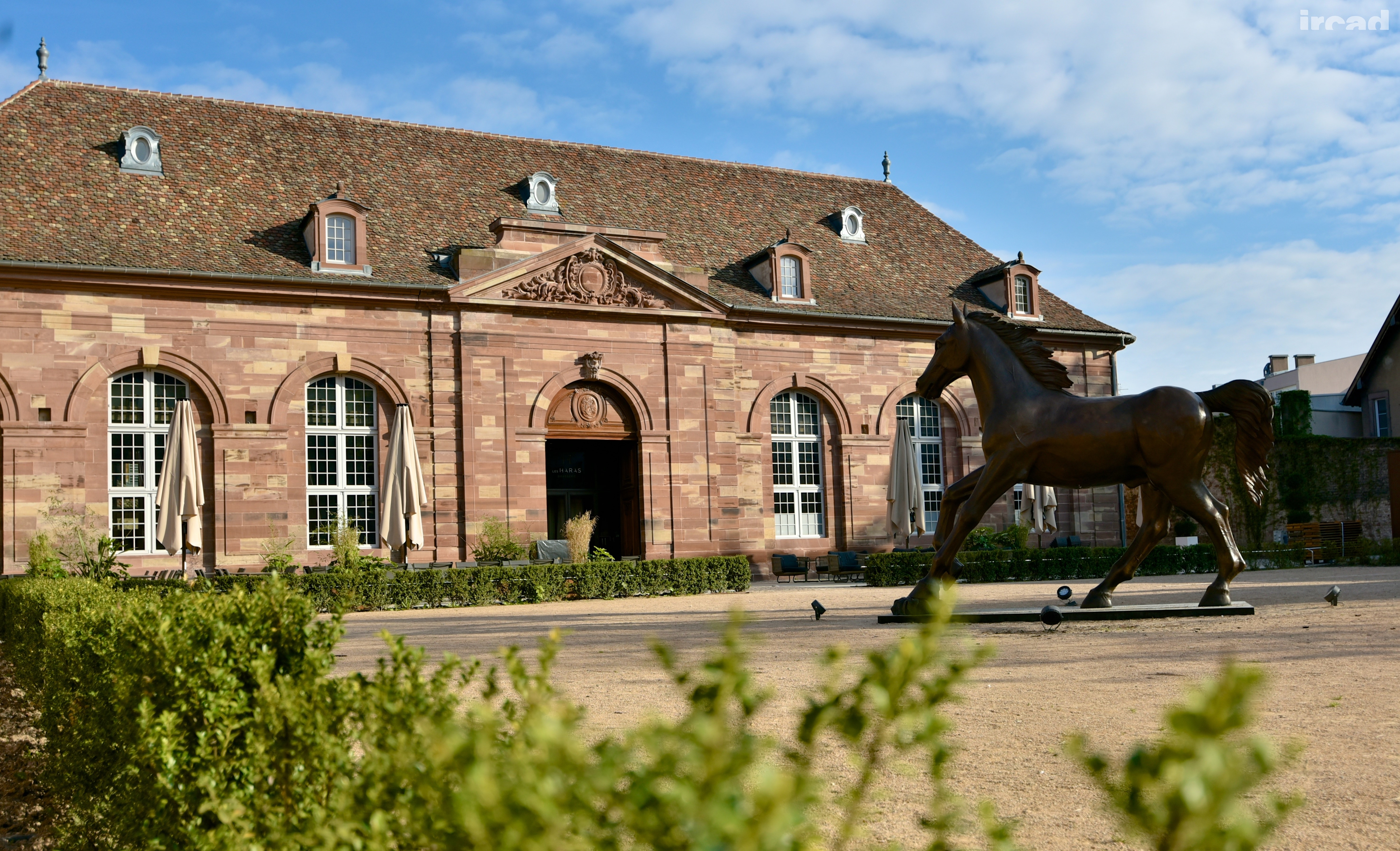
フランス、ストラスブールのBrasserie des Haras

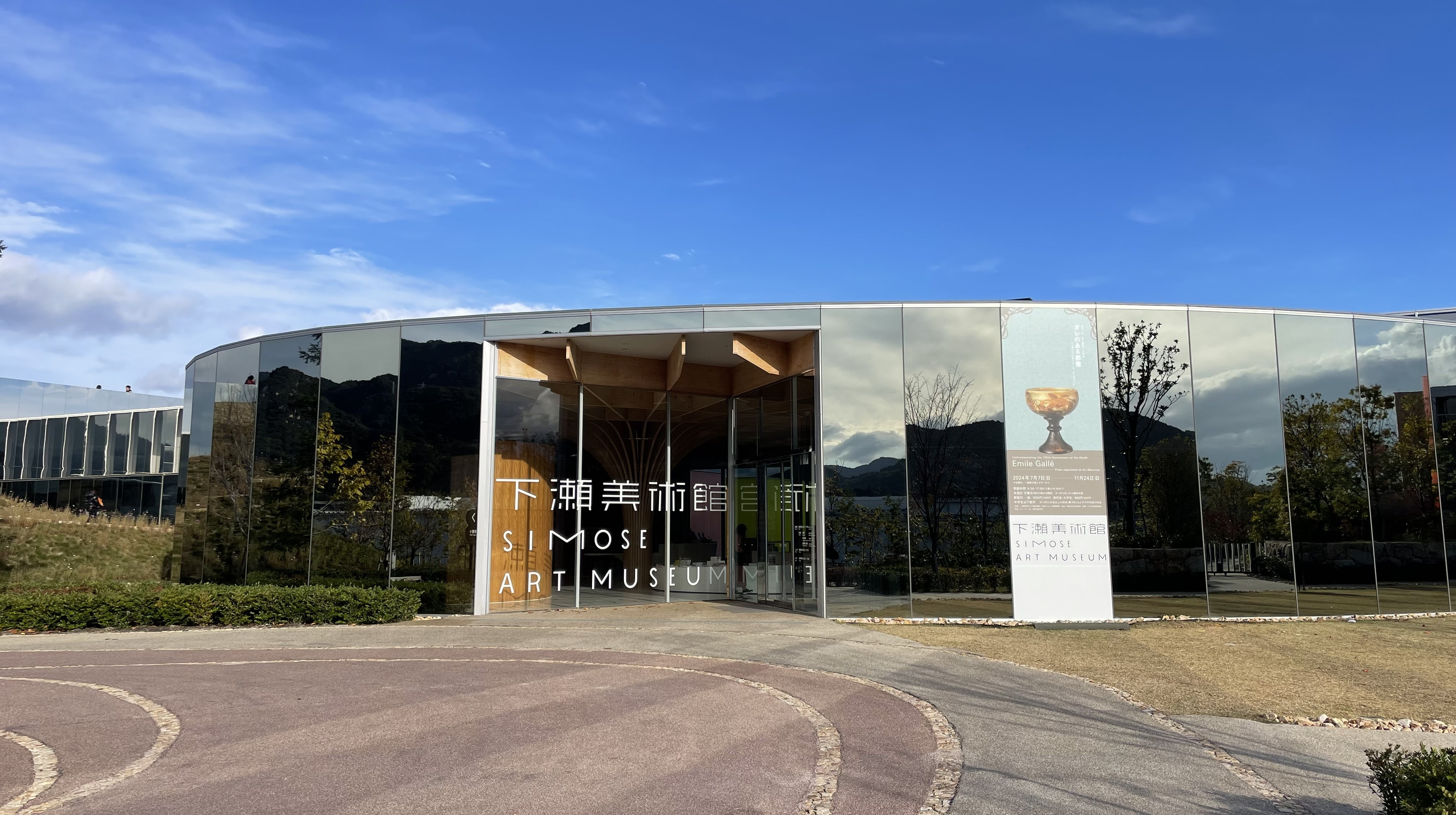
下瀬美術館

ヴェルサイユ賞とは、2015年から国際連合教育科学文化機関(UNESCO)が毎年授与している優れた建築物・インテリアを表彰する賞である。空港やホテルなどが対象であったが、2024年からは、美術館や博物館を選ぶ部門が新設された

## 授与
- 2015年のヴェルサイユ賞（イタリア語版）
  - ヴェルサイユ賞: ギャラリー・ラファイエット
  - インテリア賞: Brasserie des Haras
  - エクステリア賞: パリ、シャロンヌにあるレペット（英語版）
  - サービス賞： コンフリュアンス博物館（フランス語版）のミュージアムショップ。
- 2016年のヴェルサイユ賞（イタリア語版）
- 2017年のヴェルサイユ賞（イタリア語版）
- 2018年のヴェルサイユ賞（イタリア語版）
- 2019年のヴェルサイユ賞（イタリア語版）
- 2020年のヴェルサイユ賞（イタリア語版）
- 2021年のヴェルサイユ賞（イタリア語版）
- 2022年のヴェルサイユ賞
- 2023年のヴェルサイユ賞
- 2024年のヴェルサイユ賞[3]
  - 美術館部門
    - ヴェルサイユ賞: 下瀬美術館
    - インテリア賞: スムリティヴァン地震博物館（英語版）
    - エクステリア賞: オマーン・アクロス・エイジズ・ミュージアム（Oman Across Ages Museum）

  - 商業施設部門
    - ヴェルサイユ賞: Dior in Geneva（スイス）
    - インテリア賞: 中国、成都SKP（中国語版）
    - エクステリア賞: フランス、アヌシーのNouvelles Galeries（フランス語版）

  - ホテル部門
    - ヴェルサイユ賞: 韓国、寧越郡の The Hanok Heritage House
    - インテリア賞: カタール、ドーハの The Ned Doha
    - エクステリア賞: ギリシア、アテネの The Dolli

  - レストラン部門
    - ヴェルサイユ賞: ニューヨークの Ilis
    - インテリア賞: ドバイの Ariana’s Persian Kitchen
    - エクステリア賞: モルディブの Madi Hiyaa

  - 空港部門
    - ヴェルサイユ賞: ザイード国際空港
    - インテリア賞: シンガポール・チャンギ国際空港ターミナル2
    - エクステリア賞: スワンナプーム国際空港 Midfield Satellite 1

  - 学校部門
    - ヴェルサイユ賞: 南洋理工大学
    - インテリア賞: Edinburgh Futures Institute（英語版）
    - エクステリア賞: Edinburgh Futures Institute

  - 旅客駅部門
    - ヴェルサイユ賞: ザンクト・ヴォルフガンク・シャフベルク駅
    - インテリア賞: グランド・セントラル・マディソン駅
    - エクステリア賞: トゥールーズ・マタビオ駅

  - スポーツ海上部門部門
    - ヴェルサイユ賞：CityPark in St. Louis
    - インテリア賞: təməsew̓txʷ in New Westminster
    - エクステリア賞: オリンピック・アクアティクス・センター（フランス語版）